# Broderfællesskabet i Taizé
Broderfællesskabet i Taizé er et økumenisk kristent kommunitet af mænd i Taizé, Saône-et-Loire, Frankrig, begyndt af Broder Roger i 1940.

## Kommunitet
Kommunitetet i Taizé blev begyndt af Broder Roger i 1940, som forblev dets prior indtil sin død i 2005. 
Kommunitetet består i dag af omkring hundrede brødre fra mange forskellige lande – med katolske og forskellige protestantiske baggrunde. I hjertet af brødrenes liv er bønnen: Tre gange om dagen samles de i den store Forsoningskirke til bøn. Mange unge mennesker fra hele verden besøger Taizé for at deltage i de internationale møder med andre unge. De kommer som regel en uge ad gangen; typisk fra marts til november og specielt under sommeren.
Brødrene velkommer mennesker fra mange forskellige baggrunde og kulturer. Enkle meditative sange/ bønner og bibelver synges og læses på forskellige sprog under bønnen. På denne måde kan alle genkende og forstå noget.
Brødrene ønsker ikke at skabe en "bevægelse" om dem selv, men søger at hjælpe dem som kommer og hjælpe dem til at tage tilbage til dér hvor de bor. Derfor lægges der, specielt sidst på ugen, vægt på at tage tilbage til ens lokale kirke, menighed, nærmiljø, og der opfordres til at leve en "Pilgrimsfærd for tillid på jord" sammen med andre.
Kommunitetets hjemmeside tilbyder blandt andet refleksioner, bønner og sange som hjælp til at leve denne pilgrimsfærd – og opdateres løbende med nyheder fra "Pilgrimsfærden for tillid på jorden" rundt om i verden.
Siden Broder Rogers død har Broder Alois været prior for kommunitetet. Broder Roger valgte ham som sin efterfølger otte år før sin død.

## Dagsrytme
En typisk dag i Taizé: 
- Morgenbøn
- Morgenmad
- Store bibelstudiegrupper med en bror
- Små gruppediskusioner
- Middagsbøn
- Frokost
- Valgfri sangøvelse
- Praktisk arbejde
- Te og Workshops
- Aftensmad
- Aftenbøn